# 원피스 14기
일본 애니메이션 《원피스》 14기 '마린포드 편(マリンフォード)은 오다 에이치로의 원작 만화를 기반으로 도에이 애니메이션이 제작하고 미야모토 히로아키가 감독한 열네 번째 시즌이다. 2010년~2011년 일본 후지 TV에서 처음 방송되었으며, 회차는 총 60회 (457화~516화)에 달한다.
일본에서는 2010년 7월 18일부터 2011년 9월 25일까지 후지 텔레비전에서 방영되었으며, 2011년 10월 5일에는 총집편 DVD가 출시되었다. 대한민국에서는 대원방송에서 더빙판으로 방영하되, 처음 33화는 14기 (마린포드 파트 1)로 2016년 5월 23일부터 방송, 나머지 24화는 15기 (마린포드 파트 2)로 2016년 9월 5일부터 방송하였다.
마린포드 편에서는 해군본부에서 흰수염 해적단 소속 포트거스 D. 에이스의 처형식이 열린 것을 시작으로, 동료의 죽음을 막기 위해 달려온 흰수염 에드워드 뉴게이트와 동료들, 해군과 칠무해 간의 대결이 시작되고, 똑같이 형을 구하러 온 몽키 D. 루피와 징베, 크로커다일 등도 전장에 합류하면서 이른바 '정상전쟁'이라 불리는 세기의 전쟁이 펼쳐지는 과정을 다루었다. 
루피는 해군대장 아카이누의 공격으로부터 에이스를 구하지 못하고, 연이은 공세에 명을 다한 흰수염 역시 검은수염 마샬 D. 티치로부터 능력을 흡수당한다. 샹크스의 중재로 전쟁은 마무리되고, 아마존 릴리에서 자신과 에이스, 사보의 3형제가 함께하던 어린 시절를 회상하던 루피는 세계 각지로 흩어진 동료들에게 2년 뒤 샤본디 제도에서 만나자는 메시지를 전한 뒤, 골드 로저의 옛 동료 실버즈 레일리로부터 수련을 받는다.
원피스 14기에서 사용된 오프닝곡은 3곡으로, 457화~458화에서는 야구치 마리의 〈바람을 찾아서〉 (風をさがして), 459화~492화에서는 The Rootless의 〈One Day〉가, 493화~516화에서는 아무로 나미에의 〈Fight Together〉가 사용되었다. 대한민국의 대원방송판에서는 오프닝곡으로 코요태의 〈우리의 꿈〉이, 엔딩곡으로 신지의 〈나를 너에게〉가 사용되었다.